# Maurice Delamain
Pour les articles homonymes, voir Delamain.
Maurice Delamain, né à Jarnac le 28 avril 1883 et décédé à Paris le 2 mai 1974, est un ancien directeur des Éditions Stock, écrivain français et Président de la Société française de graphologie.

## Biographie

### Enfance et milieu

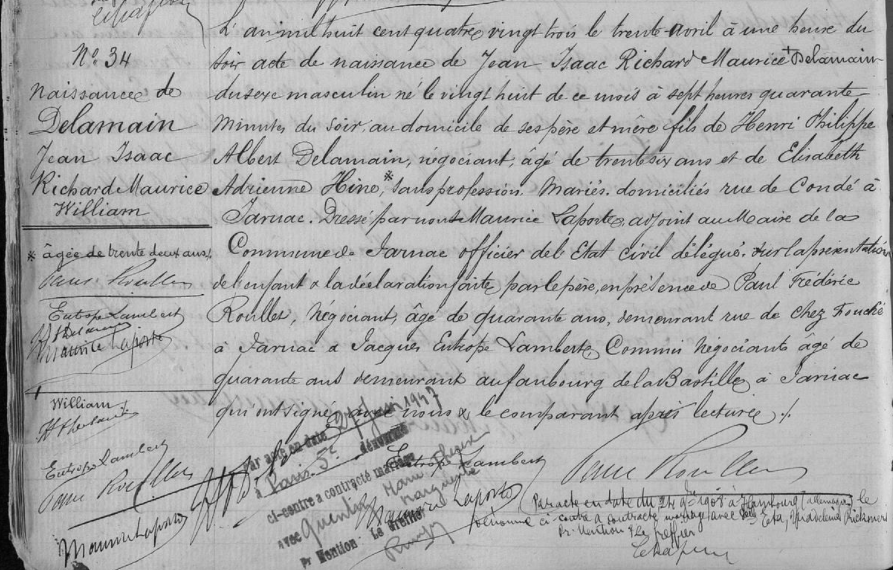
Son acte de naissance (registres numérisés de Charente)

Maurice Delamain naît à Jarnac le 28 avril 1883 à 19h40 dans une famille de notables charentais. La famille Delamain est une vieille famille française, protestante huguenote depuis la Réforme. Cultivant un humanisme ouvert sur le monde, elle élève de nombreux hommes de lettres, vulgarisateurs scientifiques comme Jacques Delamain, ornithologue français, récompensé en 1929 par l'Académie française avec Pourquoi les oiseaux chantent, ou encore Robert Delamain, président de la Société archéologique et historique de la Charente et auteur d'une magistrale Histoire du cognac.
Le cognac est précisément un négoce où s'illustre la famille Delamain, en fondant dès 1763, la Maison Delamain, une des premières de la région. Une éthique intègre et un certain cosmopolitisme, peut-être propre au capitalisme protestant caractérisé par Max Weber, permettent à la société familiale de perdurer jusqu'au XXIe siècle. Delamain se spécialise dans la production d'une eau-de-vie de très grande qualité, visant la partie supérieure du marché.

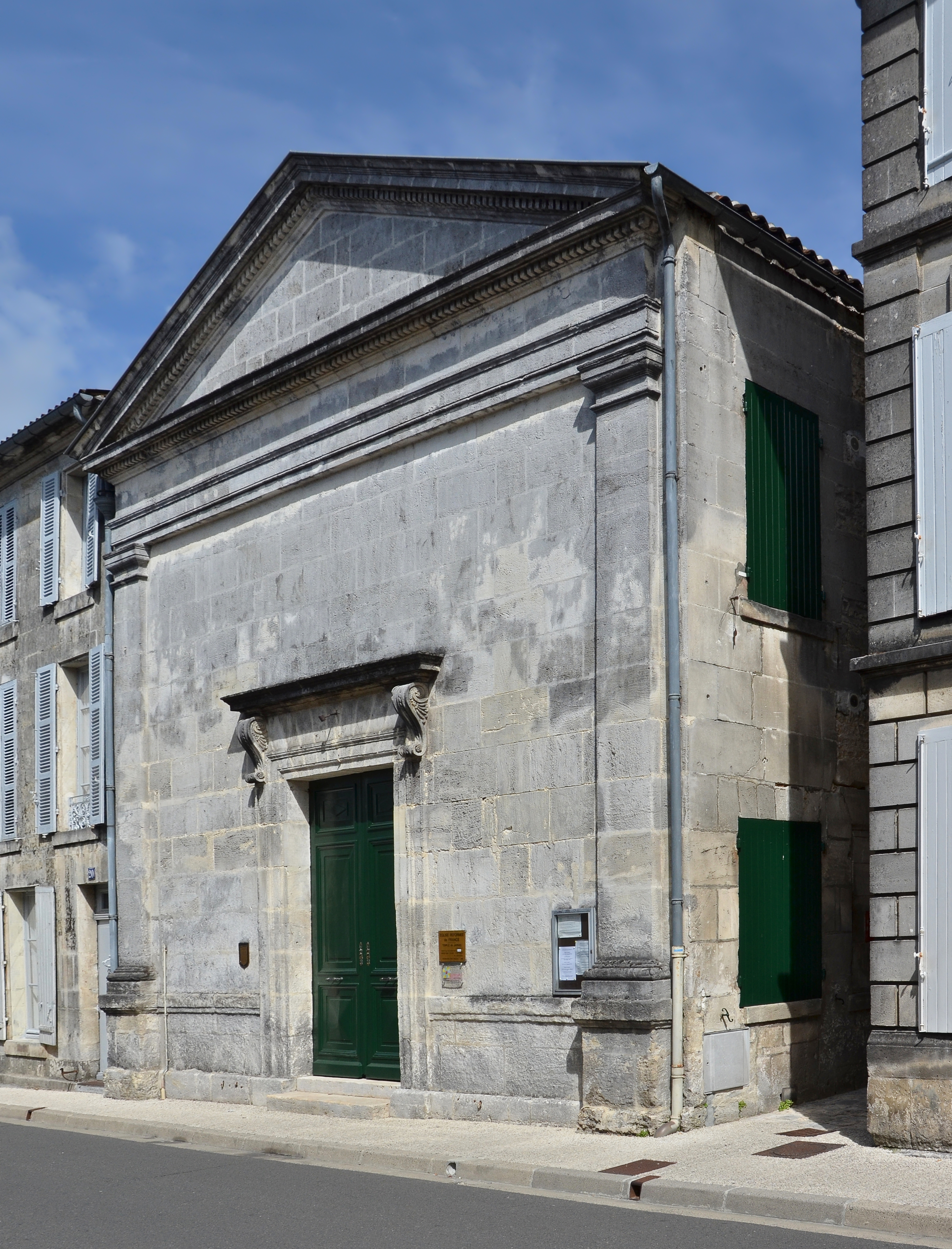
Temple protestant de Jarnac, Charente

Il est le fils de Philippe-Henry-Albert Delamain (1847-1902), négociant mais aussi archéologue, et d'Élisabeth-Adrienne Hine (1850-1922), fille d'un négociant de Jarnac également, qui s'étaient mariés dix ans plus tôt.
Maurice entre comme élève interne au lycée d'Angoulême, puis poursuit par des études de droit à Paris. Il y retrouve le charentais Jacques Bouteilleau, alias Jacques Chardonne, qui devient un ami proche.

### Avocat à la Cour d'appel de Paris
Après de brillantes études, il entre comme avocat à la Cour d'appel de Paris. Il exerce aussi comme secrétaire auprès de Maurice Marcilhacy, père de Pierre Marcilhacy, futur avocat de la Cour de cassation, du Conseil d'État et sénateur de la Charente. 
Il épouse à Hambourg le 24 novembre 1908 la traductrice Etha-Auguste-Madeleine Rickmers, fille d'un armateur allemand, dont il aura quatre filles : Anne-Marie, Sabine, Delphine et Céline.  
Lors de la Première Guerre mondiale, il est fait prisonnier et décide de changer de voie.

### Éditeur de Stock-Delamain

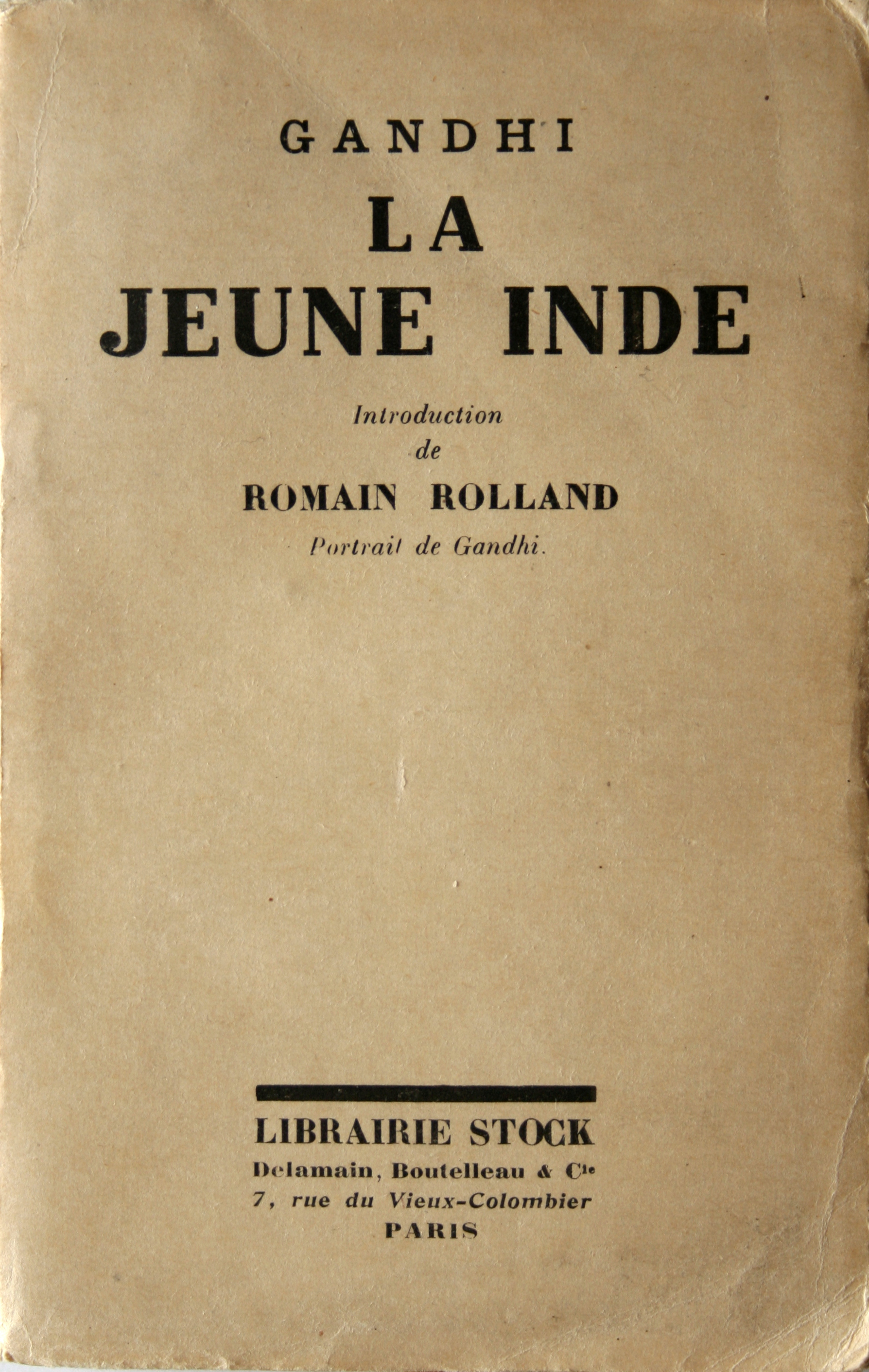
La Jeune Inde, de M. K. Gandhi, publié par les éditions Stocks-Delamain-Bouteilleau en 1924

En 1921, il rachète, avec Jacques Chardonne, la vénérable maison d'édition Stock, créée en 1708 mais en difficultés financières à la sortie de la guerre. Maurice Delamain est un découvreur de talents, passionné par son métier. Mais, durant l'entre-deux-guerres, la concurrence de Gallimard et Grasset est rude, et la publication en littérature française difficile. En revanche, Stock-Delamain-Bouteilleau traduit et publie des livres de l'étranger remarqués. Encore une fois l'esprit cosmopolite des Delamain œuvre aux affaires. 
Mais l'esprit du temps devient plus nationaliste, voire chauvin, et l'arrivée de la Seconde Guerre mondiale a des conséquences catastrophiques sur les ventes. Andray Bay devient directeur littéraire en 1942, et maintient l'activité.

La librairie Delamain, située rue Saint-Honoré face à la Comédie-Française existe toujours. Idéalement située entre le musée du Louvre, la Comédie-Française, le Palais-Royal, les ministères de la Culture, de l'Économie et des Finances, le Conseil d'État et le Conseil constitutionnel, elle maintient jusqu'à aujourd'hui le titre d'une des plus anciennes librairies parisienne.

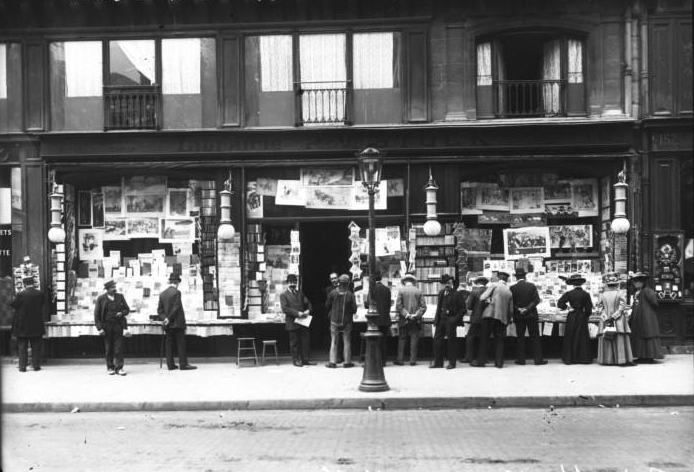
Librarie Stock-Delamain Avant-guerre (1909)

En 1961, Maurice Delamain négocie avec Hachette le rachat de "sa" maison d'édition. Stock devient alors une filiale du groupe.

### Écrivain reconnu et Président de la Société française de graphologie

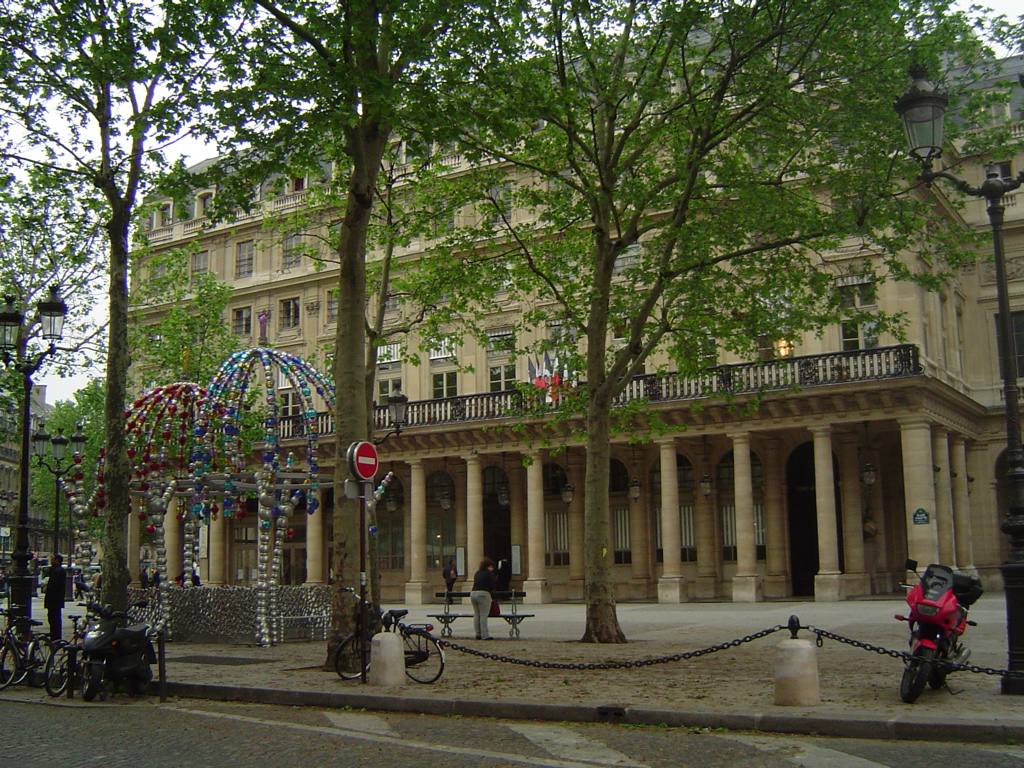
Métro Palais-Royal en face de la Librairie Delamain

En 1968, il écrit Plaidoyer pour les mots, récompensé par le Prix Saintour 1969 de l'Académie française.
Il se passionne pour la graphologie. C'est lui qui fait connaître l'abbé Michon, fondateur de la graphologie moderne (et encore un charentais...). En 1951, à la mort de l'ambassadeur Albert Kammerer, alors Président de la Société française de graphologie, il sera élu à se place pour prendre la tête de cette société savante jusqu'en 1967.
Devenu veuf en 1943, il s'était remarié le 27 juin 1947 à Paris V avec Marie-Thérèse Quentin (1902-1984), qui sera comme lui une graphologue chevronnée. Elle animera dans la revue La graphologie la rubrique des exercices proposés aux lecteurs, qu'elle corrigeait elle-même. Sera publié en 1980 son manuel Découvrir la graphologie. Les éditions Stock publieront encore d'autres livres de graphologie.
Maurice Delamain fréquente le temple protestant de l'Oratoire du Louvre, à quelques pas de sa librairie, au 145 rue Saint-Honoré.
Il meurt à Paris V le 2 mai 1974, à l'âge de 91 ans, suivi par sa femme le 28 octobre 1984 à 82 ans.

## Œuvres
- Plaidoyer pour les mots, un essai de phonétique expressive, Stock, 1968
- Contenu dans : Pour les fidèles de Péguy Analyse graphologique. - [1], Édition : Paris ; Saint-Étienne : Dumas , impr. 1949  Description : Note : Contient de nombreuses lettres et billets de Charles Péguy adressés à Claude et Simone Casimir-Périer. En appendice : Analyse graphologique, par Maurice Delamain
- Découvrir la graphologie, Édition : Paris : le Signe , 1980  Description : Note : Recueil de textes extraits de La Graphologie et du Figaro, 1938-1979
- La Double Ascension Édition : Paris : Delamain et Boutelleau, 1945
- Traductions diverses de Max Pulver (1889-1952)[7], graphologue suisse